# Fédération bolivienne de tennis
 (mars 2023).
La Fédération bolivienne de tennis (en espagnol : Federación Boliviana De Tennis) organise le tennis en Bolivie et met en place un système de classement et de compétition national. Fondée en [Quand ?], elle est affiliée depuis [Quand ?] à la Fédération internationale de tennis. Elle désigne le capitaine et l'encadrement de l'équipe de Bolivie de Coupe Davis.